# 莫納·芬迪
諾瑪芝納·伊斯邁（Nur Maznah binti Ismail，1956年1月1日—2001年11月2日），馬來西亞女歌手，藝名莫納·芬迪（Mona Fandey）。因謀殺彭亨州勞勿峇都達南議員拿督馬茲蘭·伊德里斯而轟動一時，並和丈夫在加影監獄被執法絞刑。

## 生平
莫納生於玻璃市加央，1987年正式以《Ku Nyanyikan Lagu Ini》一曲出道為歌手，但莫納發展數年後自認為在歌手方面事業不如意，於是去印尼棉蘭學習巫術。
1993年7月13日，州議員拿督馬茲蘭·伊德里斯在彭亨會見莫納，希望能藉巫術在政治事業上有所成就，並在莫納家舉行巫術儀式。當時馬茲蘭被莫納要求閉上眼睛，躺在地板上，「等錢落下」；結果馬茲蘭被莫納以斧頭落下，屍體被切成18塊，並埋在莫納家周圍。在此之前，據傳馬茲蘭於7月2日從銀行取了30萬令吉後失踪。
命案第二天後，莫納去吉隆坡購買奔馳和做拉皮手術。不久警方從莫納家發現屍體後，莫納夫婦和其助手Juraimi Hussin成為命案主嫌，並於1995年被審判死刑，莫納等人曾經向彭亨州皇室要求特赦但被拒絕。
莫納上庭時臉帶喜笑，身著靚麗，從容地讓媒體拍攝，在刑前淡定從容地說「aku takkan mati（我將永遠不會死）」。莫納夫婦和助手在加影監獄享用肯德基後於2001年11月2日絞刑伏法，屍體被安葬在加影墓園。